# Tornei di tennis maschili nel 1934
Prima della nascita della cosiddetta "Era Open" del tennis, ossia l'apertura ai tennisti professionisti dei tornei che prima di quell'anno erano riservati ai tennisti dilettanti. Nel 1934 i tornei si distinguevano in pro e amatoriali: ai primi potevano partecipare solo i giocatori professionisti, mentre ai secondi potevano partecipare solo i tennisti dilettanti. Tutti i tornei più importanti erano amatoriali tra questi c'erano i tornei del Grande Slam: gli Australian Championships, gli Internazionali di Francia, il Torneo di Wimbledon e gli U.S. National Championships.

## Calendario

### Legenda
| Tornei amatoriali       |
| Tornei professionistici |

### Gennaio
| Settimana  | Torneo                                                                             | Vincitore                                     | Finalista                 | Semifinalisti | Eliminati ai quarti |
| ---------- | ---------------------------------------------------------------------------------- | --------------------------------------------- | ------------------------- | ------------- | ------------------- |
| gennaio    | Monegasque Championships 1934 Monte Carlo, Principato di Monaco Singolare - Doppio | Vladimir Landau 5-7 6-3 6-0 6-4               | Gaby Mercier              |               |                     |
| gennaio    | Monegasque Championships 1934 Monte Carlo, Principato di Monaco Singolare - Doppio |                                               |                           |               |                     |
| gennaio    | Beausite First Meeting 1934 Cannes, Francia Terra rossa Singolare - Doppio         | Roger George 6-2 6-3                          | Roger George              |               |                     |
| gennaio    | Beausite First Meeting 1934 Cannes, Francia Terra rossa Singolare - Doppio         |                                               |                           |               |                     |
| 8 gennaio  | New Zealand Championships 1934 Wellington, Nuova Zelanda Singolare - Doppio        | Cam Malfroy 4-6 8-6 6-3 6-8 6-3               | Clifford Sproule          |               |                     |
| 8 gennaio  | New Zealand Championships 1934 Wellington, Nuova Zelanda Singolare - Doppio        | Charles Donohoe Clifford Sproule              |                           |               |                     |
| 15 gennaio | Miami-Biltimore Championships 1934 Miami, USA Singolare - Doppio                   | George Lott 9-7 6-4 11-9                      | Bryan Grant               |               |                     |
| 15 gennaio | Miami-Biltimore Championships 1934 Miami, USA Singolare - Doppio                   |                                               |                           |               |                     |
| 20 gennaio | Canadian Covered Court Championships 1934 Montréal, Canada Singolare - Doppio      | Francis Shields 6-2 6-0 9-7                   | George Lott               |               |                     |
| 20 gennaio | Canadian Covered Court Championships 1934 Montréal, Canada Singolare - Doppio      |                                               |                           |               |                     |
| 27 gennaio | Australian Championships 1934 Sydney, Australia Singolare - Doppio                 | Fred Perry 6-3 7-5 6-1                        | Jack Crawford             |               |                     |
| 27 gennaio | Australian Championships 1934 Sydney, Australia Singolare - Doppio                 | Pat Hughes Fred Perry 6-8, 6-3, 6-4, 3-6, 6-3 | Adrian Quist Don Turnbull |               |                     |
| 28 gennaio | German Covered Court Championships 1934 Brema, Germania Singolare - Doppio         | Gottfried von Cramm 6-1 2-6 4-6 6-4 6-2       | Pierre Henry Landry       |               |                     |
| 28 gennaio | German Covered Court Championships 1934 Brema, Germania Singolare - Doppio         |                                               |                           |               |                     |
| 29 gennaio | Torneo di Estoril 1934 Estoril, Portogallo Singolare - Doppio                      | Vernon Kirby 6-4 10-8 1-6 6-4                 | Roland Journu             |               |                     |
| 29 gennaio | Torneo di Estoril 1934 Estoril, Portogallo Singolare - Doppio                      |                                               |                           |               |                     |
| 29 gennaio | Gallia Club Championships 1934 Cannes, Francia Singolare - Doppio                  | Giorgio De Stefani 6-4 6-1 8-10 7-5           | Max Ellmer                |               |                     |
| 29 gennaio | Gallia Club Championships 1934 Cannes, Francia Singolare - Doppio                  |                                               |                           |               |                     |

### Febbraio
| Settimana   | Torneo                                                                          | Vincitore                                   | Finalista          | Semifinalisti | Eliminati ai quarti |
| ----------- | ------------------------------------------------------------------------------- | ------------------------------------------- | ------------------ | ------------- | ------------------- |
| 4 febbraio  | French Covered Court Championships 1934 Parigi, Francia Singolare - Doppio      | André Merlin 6-2 3-6 5-7 6-0 6-2            | Paul Féret         |               |                     |
| 4 febbraio  | French Covered Court Championships 1934 Parigi, Francia Singolare - Doppio      |                                             |                    |               |                     |
| 5 febbraio  | Carlton Club Championships 1934 Cannes, Francia Singolare - Doppio              | Antoine Gentien 4-6 6-3 6-2 6-1             | Charles Aeschliman |               |                     |
| 5 febbraio  | Carlton Club Championships 1934 Cannes, Francia Singolare - Doppio              |                                             |                    |               |                     |
| 5 febbraio  | Buffalo Indoor 1934 Buffalo, USA Singolare - Doppio                             | Francis Shields                             | George Lott        |               |                     |
| 5 febbraio  | Buffalo Indoor 1934 Buffalo, USA Singolare - Doppio                             |                                             |                    |               |                     |
| 13 febbraio | Casino Heights Invitational 1934 New York, USA Singolare - Doppio               | Gregory Mangin 7-5 6-0 8-10 8-6             | Sutter             |               |                     |
| 13 febbraio | Casino Heights Invitational 1934 New York, USA Singolare - Doppio               |                                             |                    |               |                     |
| 17 febbraio | Jamaican International Championships 1934 Kingston, Giamaica Singolare - Doppio | Donald Leahong 6-2 6-1 6-2                  | Marcel Rainville   |               |                     |
| 17 febbraio | Jamaican International Championships 1934 Kingston, Giamaica Singolare - Doppio |                                             |                    |               |                     |
| 18 febbraio | South of France Championships 1934 Nizza, Francia Singolare - Doppio            | George Lyttleton Rogers 2-6 6-3 2-6 6-3 6-2 | Herman von Artens  |               |                     |
| 18 febbraio | South of France Championships 1934 Nizza, Francia Singolare - Doppio            |                                             |                    |               |                     |
| 18 febbraio | Torneo di Beaulieu 1934 Beaulieu-sur-Mer, Francia Singolare - Doppio            | Bunny Henry Austin 6-0 6-0 6-1              | Roland Journu      |               |                     |
| 18 febbraio | Torneo di Beaulieu 1934 Beaulieu-sur-Mer, Francia Singolare - Doppio            |                                             |                    |               |                     |
| 25 febbraio | Monte Carlo Cup 1934 Monte Carlo, Monte Carlo Singolare - Doppio                | Bunny Henry Austin 6-1 8-6 6-4              | Giorgio De Stefani |               |                     |
| 25 febbraio | Monte Carlo Cup 1934 Monte Carlo, Monte Carlo Singolare - Doppio                |                                             |                    |               |                     |

### Marzo
| Settimana | Torneo                                                                               | Vincitore                          | Finalista                 | Semifinalisti         | Eliminati ai quarti |
| --------- | ------------------------------------------------------------------------------------ | ---------------------------------- | ------------------------- | --------------------- | ------------------- |
| Marzo     | New South Wales Hard Court Championships 1934 Dubbo, Australia Singolare - Doppio    | John Bromwich                      | non conosciuta (bandiera) |                       |                     |
| Marzo     | New South Wales Hard Court Championships 1934 Dubbo, Australia Singolare - Doppio    |                                    |                           |                       |                     |
| 4 marzo   | Bermuda International Championships 1934 Hamilton, Bermuda Singolare - Doppio        | Lester Stoefen 6-1 6-2 1-6 6-3     | Wilmer Allison            |                       |                     |
| 4 marzo   | Bermuda International Championships 1934 Hamilton, Bermuda Singolare - Doppio        |                                    |                           |                       |                     |
| 7 marzo   | Riviera Championships 1934 Mentone, Francia Singolare - Doppio                       | Giorgio De Stefani 8-6 6-2 6-2     | André Martin Legeay       |                       |                     |
| 7 marzo   | Riviera Championships 1934 Mentone, Francia Singolare - Doppio                       |                                    |                           |                       |                     |
| 10 marzo  | South Australian Championships 1934 Adelaide, Australia Singolare - Doppio           | Vivian McGrath 6-2, 4-6, 6-3, 7-5  | Adrian Quist              | Don Turnbull Gar Moon |                     |
| 10 marzo  | South Australian Championships 1934 Adelaide, Australia Singolare - Doppio           |                                    |                           | Don Turnbull Gar Moon |                     |
| 12 marzo  | Torneo di Bordighera 1934 Bordighera, Italia Singolare - Doppio                      | Giovanni Palmieri 7-5 4-6 6-2 8-6  | Jean Le Sueur             |                       |                     |
| 12 marzo  | Torneo di Bordighera 1934 Bordighera, Italia Singolare - Doppio                      |                                    |                           |                       |                     |
| 13 marzo  | Nice Lawn Tennis Club Championships 1934 Nizza, Francia Singolare - Doppio           | Giorgio De Stefani 6-1 6-3 9-7     | Max Ellmer                |                       |                     |
| 13 marzo  | Nice Lawn Tennis Club Championships 1934 Nizza, Francia Singolare - Doppio           |                                    |                           |                       |                     |
| 17 marzo  | US Indoors 1934 New York, USA Singolare - Doppio                                     | Lester Stoefen 6-1 8-6 6-4         | Gregory Mangin            |                       |                     |
| 17 marzo  | US Indoors 1934 New York, USA Singolare - Doppio                                     |                                    |                           |                       |                     |
| 17 marzo  | Queen's Covered Court Championships 1934 Londra, Gran Bretagna Singolare - Doppio    | Nigel Sharpe 6-2 4-6 6-3 6-2       | Robert Tinkler            |                       |                     |
| 17 marzo  | Queen's Covered Court Championships 1934 Londra, Gran Bretagna Singolare - Doppio    |                                    |                           |                       |                     |
| 18 marzo  | Southern Pro Championships 1934 Palm Beach, USA Singolare - Doppio                   | Karel Koželuh 6-2 6-8 6-1 4-6 6-4  | Hans Nüsslein             |                       |                     |
| 18 marzo  | Southern Pro Championships 1934 Palm Beach, USA Singolare - Doppio                   |                                    |                           |                       |                     |
| 18 marzo  | Egyptian International Championships 1934 Il Cairo, Egitto Singolare - Doppio        | Roderick Menzel 6-3 6-4            | Pat Hughes                |                       |                     |
| 18 marzo  | Egyptian International Championships 1934 Il Cairo, Egitto Singolare - Doppio        |                                    |                           |                       |                     |
| 19 marzo  | Italian Riviera Championships 1934 San Remo, Italia Singolare - Doppio               | Jean Le Sueur 6-8 6-3 6-2 6-3      | Wilmer Hines              |                       |                     |
| 19 marzo  | Italian Riviera Championships 1934 San Remo, Italia Singolare - Doppio               |                                    |                           |                       |                     |
| 19 marzo  | Côte d'Azur Championships 1934 Cannes, Francia Singolare - Doppio                    | Giorgio De Stefani 6-1 6-1 5-7 6-3 | Franz-Wilhelm Matejka     |                       |                     |
| 19 marzo  | Côte d'Azur Championships 1934 Cannes, Francia Singolare - Doppio                    |                                    |                           |                       |                     |
| 26 marzo  | Cannes Championships 1934 Cannes, Francia Singolare - Doppio                         | Giorgio De Stefani 3-6 6-1 7-5 6-2 | Max Ellmer                |                       |                     |
| 26 marzo  | Cannes Championships 1934 Cannes, Francia Singolare - Doppio                         |                                    |                           |                       |                     |
| 30 marzo  | Tally Ho! Hard Court Championships 1934 Birmingham, Gran Bretagna Singolare - Doppio | Daniel Prenn 6-1 7-5               | Alan Stedman              |                       |                     |
| 30 marzo  | Tally Ho! Hard Court Championships 1934 Birmingham, Gran Bretagna Singolare - Doppio |                                    |                           |                       |                     |

### Aprile
| Settimana | Torneo                                                                                      | Vincitore                                    | Finalista         | Semifinalisti | Eliminati ai quarti |
| --------- | ------------------------------------------------------------------------------------------- | -------------------------------------------- | ----------------- | ------------- | ------------------- |
| aprile    | Torneo di Rapallo 1934 Rapallo, Italia Singolare - Doppio                                   | Giovanni Palmieri 6-0 6-4 6-4                | Wilmer Hines      |               |                     |
| aprile    | Torneo di Rapallo 1934 Rapallo, Italia Singolare - Doppio                                   |                                              |                   |               |                     |
| 1º aprile | Atlanta Invitational Tournament 1934 Atlanta, USA Singolare - Doppio                        | Lester Stoefen 7-5 7-5 7-5                   | Bryan Grant       |               |                     |
| 1º aprile | Atlanta Invitational Tournament 1934 Atlanta, USA Singolare - Doppio                        |                                              |                   |               |                     |
| 2 aprile  | Monte Carlo Second Meeting 1934 Monte Carlo, Monte Carlo Singolare - Doppio                 | Wilmer Hines 6-4 6-4 7-5                     | Max Ellmer        |               |                     |
| 2 aprile  | Monte Carlo Second Meeting 1934 Monte Carlo, Monte Carlo Singolare - Doppio                 |                                              |                   |               |                     |
| 2 aprile  | South African Championships 1934 Johannesburg, Sudafrica Singolare - Doppio                 | Norman Farquharson 4-6 6-2 6-3 14-12         | Roy Malcolm       |               |                     |
| 2 aprile  | South African Championships 1934 Johannesburg, Sudafrica Singolare - Doppio                 |                                              |                   |               |                     |
| 2 aprile  | River Oaks International Tennis Tournament 1934 Houston, USA Singolare - Doppio             | Lester Stoefen 6-2 6-2 6-2                   | Wilmer Allison    |               |                     |
| 2 aprile  | River Oaks International Tennis Tournament 1934 Houston, USA Singolare - Doppio             |                                              |                   |               |                     |
| 2 aprile  | Torneo di Alassio 1934 Alassio, Italia Singolare - Doppio                                   | Giovanni Palmieri 6-4 6-0 6-2                | Emanuele Sertorio |               |                     |
| 2 aprile  | Torneo di Alassio 1934 Alassio, Italia Singolare - Doppio                                   |                                              |                   |               |                     |
| 9 aprile  | Roehampton Hard Court Championships 1934 Roehampton, Gran Bretagna Singolare - Doppio       | Colin N.O. Ritchie 6-3 6-1                   | Jimmy Reddall     |               |                     |
| 9 aprile  | Roehampton Hard Court Championships 1934 Roehampton, Gran Bretagna Singolare - Doppio       |                                              |                   |               |                     |
| 9 aprile  | North & South Championships 1934 Pinehurst, USA Singolare - Doppio                          | Francis Shields 10-8 14-12 6-0               | Wilmer Allison    |               |                     |
| 9 aprile  | North & South Championships 1934 Pinehurst, USA Singolare - Doppio                          |                                              |                   |               |                     |
| 16 aprile | Mason & Dixon Trophy 1934 White Sulphur Springs, USA Singolare - Doppio                     | Francis Shields 2-6 1-6 6-3 8-6 6-4          | Bryan Grant       |               |                     |
| 16 aprile | Mason & Dixon Trophy 1934 White Sulphur Springs, USA Singolare - Doppio                     |                                              |                   |               |                     |
| 16 aprile | Northern California Indoor Championships 1934 San Francisco, USA Singolare - Doppio         | John Murio                                   | Don Budge         |               |                     |
| 16 aprile | Northern California Indoor Championships 1934 San Francisco, USA Singolare - Doppio         |                                              |                   |               |                     |
| 16 aprile | Torneo di Roma 1934 Roma, Italia Singolare - Doppio                                         | Roderick Menzel 6-3 6-0 6-2                  | Giovanni Palmieri |               |                     |
| 16 aprile | Torneo di Roma 1934 Roma, Italia Singolare - Doppio                                         |                                              |                   |               |                     |
| 16 aprile | Melbury Hard Court Championships 1934 Melbury, Gran Bretagna Singolare - Doppio             | Ryuki Miki 7-5 6-3                           | Vernon Kirby      |               |                     |
| 16 aprile | Melbury Hard Court Championships 1934 Melbury, Gran Bretagna Singolare - Doppio             |                                              |                   |               |                     |
| 23 aprile | South Croydon Hard Court Championships 1934 South Croydon, Gran Bretagna Singolare - Doppio | Christian Boussus 2-6 6-3 6-2                | Alan Stedman      |               |                     |
| 23 aprile | South Croydon Hard Court Championships 1934 South Croydon, Gran Bretagna Singolare - Doppio |                                              |                   |               |                     |
| 23 aprile | Virginia State Championships 1934 Hot Springs, USA Singolare - Doppio                       | Wilmer Allison John Van Ryn titolo condiviso |                   |               |                     |
| 23 aprile | Virginia State Championships 1934 Hot Springs, USA Singolare - Doppio                       |                                              |                   |               |                     |

### Maggio
| Settimana | Torneo                                                                                    | Vincitore                                                         | Finalista                            | Semifinalisti | Eliminati ai quarti |
| --------- | ----------------------------------------------------------------------------------------- | ----------------------------------------------------------------- | ------------------------------------ | ------------- | ------------------- |
| maggio    | Los Angeles County Championships 1934 Los Angeles, USA Singolare - Doppio                 | Gene Mako 6-0 6-2                                                 | Bobby Riggs                          |               |                     |
| maggio    | Los Angeles County Championships 1934 Los Angeles, USA Singolare - Doppio                 |                                                                   |                                      |               |                     |
| 5 maggio  | Southern California Championships 1934 Los Angeles, USA Singolare - Doppio                | Jack Tidball 6-4 6-4 5-7 6-4                                      | Morey Lewis                          |               |                     |
| 5 maggio  | Southern California Championships 1934 Los Angeles, USA Singolare - Doppio                |                                                                   |                                      |               |                     |
| 5 maggio  | British Hard Court Championships 1934 Bournemouth, Gran Bretagna Singolare - Doppio       | Fred Perry 8-6 7-5 6-1                                            | Jack Crawford                        |               |                     |
| 5 maggio  | British Hard Court Championships 1934 Bournemouth, Gran Bretagna Singolare - Doppio       |                                                                   |                                      |               |                     |
| 6 maggio  | Czechoslovakian International Championships 1934 Praga, Cecoslovacchia Singolare - Doppio | Roderick Menzel 3-6 6-1 6-3 6-2                                   | Gottfried von Cramm                  |               |                     |
| 6 maggio  | Czechoslovakian International Championships 1934 Praga, Cecoslovacchia Singolare - Doppio |                                                                   |                                      |               |                     |
| 9 maggio  | Internazionali d'Italia 1934 Milano, Italia Singolare - Doppio                            | Giovanni Palmieri 6-3 6-0 7-5                                     | Giorgio De Stefani                   |               |                     |
| 9 maggio  | Internazionali d'Italia 1934 Milano, Italia Singolare - Doppio                            | Giovanni Palmieri George Lyttleton Rogers 3-6, 6-4, 9-7, 0-6, 6-2 | Pat Hughes Giorgio De Stefani        |               |                     |
| 13 maggio | Austrian International Championships 1934 Vienna, Austria Singolare - Doppio              | Franz-Wilhelm Matejka 6-3 4-6 5-7 6-3 6-1                         | Georg von Metaxa                     |               |                     |
| 13 maggio | Austrian International Championships 1934 Vienna, Austria Singolare - Doppio              |                                                                   |                                      |               |                     |
| 18 maggio | The Priory 1934 Birmingham, Gran Bretagna Singolare - Doppio                              | Alan Stedman 6-4 6-2                                              | Keats Lester                         |               |                     |
| 18 maggio | The Priory 1934 Birmingham, Gran Bretagna Singolare - Doppio                              |                                                                   |                                      |               |                     |
| 21 maggio | Surrey Championships 1934 Surbiton, Gran Bretagna Singolare - Doppio                      | Jiro Yamagishi 6-3 6-3                                            | Hideo Nishimura                      |               |                     |
| 21 maggio | Surrey Championships 1934 Surbiton, Gran Bretagna Singolare - Doppio                      |                                                                   |                                      |               |                     |
| 28 maggio | Middlesex Championships 1934 Chiswick Park, Gran Bretagna Singolare - Doppio              | Frank H.D. Wilde 6-4 6-3                                          | Colin N.O. Ritchie                   |               |                     |
| 28 maggio | Middlesex Championships 1934 Chiswick Park, Gran Bretagna Singolare - Doppio              |                                                                   |                                      |               |                     |
| 29 maggio | Eastern Pro Championships 1934 New York, USA Terra rossa Singolare - Doppio               | Ellsworth Vines Round Robin                                       | Bill Tilden Martin Plaa Henri Cochet |               |                     |
| 29 maggio | Eastern Pro Championships 1934 New York, USA Terra rossa Singolare - Doppio               |                                                                   |                                      |               |                     |

### Giugno
| Settimana | Torneo                                                                           | Vincitore                                             | Finalista                               | Semifinalisti | Eliminati ai quarti |
| --------- | -------------------------------------------------------------------------------- | ----------------------------------------------------- | --------------------------------------- | ------------- | ------------------- |
| giugno    | Wiesbaden Championships 1934 Wiesbaden, Germania Singolare - Doppio              | Max Ellmer 6-1 6-3 6-3                                | Friedrich Frenz                         |               |                     |
| giugno    | Wiesbaden Championships 1934 Wiesbaden, Germania Singolare - Doppio              |                                                       |                                         |               |                     |
| giugno    | Danish International Championships 1934 Copenaghen, Danimarca Singolare - Doppio | Gottfried von Cramm 5-7 6-4 7-5 6-2                   | Karl Schroder                           |               |                     |
| giugno    | Danish International Championships 1934 Copenaghen, Danimarca Singolare - Doppio |                                                       |                                         |               |                     |
| giugno    | Berlin Championships 1934 (Red-White Club) Berlino, Germania Singolare - Doppio  | Gottfried von Cramm 6-0 6-1 7-5                       | Giovanni Palmieri                       |               |                     |
| giugno    | Berlin Championships 1934 (Red-White Club) Berlino, Germania Singolare - Doppio  |                                                       |                                         |               |                     |
| giugno    | Blue White Club Championships 1934 Berlino, Germania Singolare - Doppio          | Helmut Denker 8-6 7-5 7-5                             | Heinz Tüscher                           |               |                     |
| giugno    | Blue White Club Championships 1934 Berlino, Germania Singolare - Doppio          |                                                       |                                         |               |                     |
| 2 giugno  | Middles States Pro Championships 1934 Filadelfia, USA Singolare - Doppio         | Ellsworth Vines 6-3 6-3 6-4                           | Bill Tilden                             |               |                     |
| 2 giugno  | Middles States Pro Championships 1934 Filadelfia, USA Singolare - Doppio         |                                                       |                                         |               |                     |
| 2 giugno  | Brooklyn Championships 1934 New York, USA Singolare - Doppio                     | Richard Berkeley Bell 6-0 7-5 8-6                     | Hartman                                 |               |                     |
| 2 giugno  | Brooklyn Championships 1934 New York, USA Singolare - Doppio                     |                                                       |                                         |               |                     |
| 3 giugno  | Internazionali di Francia 1934 Parigi, Francia Singolare - Doppio                | Jack Crawford 6-4 7-9 3-6 7-5 6-3                     | Gottfried von Cramm                     |               |                     |
| 3 giugno  | Internazionali di Francia 1934 Parigi, Francia Singolare - Doppio                | Jean Borotra Jacques Brugnon 11-9, 6-3, 2-6, 4-6, 9-7 | Jack Crawford Vivian McGrath            |               |                     |
| 4 giugno  | Torneo di Saint George's Hill 1934 Weybridge, Gran Bretagna Singolare - Doppio   | Ted Avory 8-6 6-4                                     | Jack Lysaght                            |               |                     |
| 4 giugno  | Torneo di Saint George's Hill 1934 Weybridge, Gran Bretagna Singolare - Doppio   |                                                       |                                         |               |                     |
| 4 giugno  | Torneo di Liverpool 1934 Liverpool, Gran Bretagna Singolare - Doppio             | Herman von Artens 6-4 4-6 6-4                         | Mohammed Sleem                          |               |                     |
| 4 giugno  | Torneo di Liverpool 1934 Liverpool, Gran Bretagna Singolare - Doppio             |                                                       |                                         |               |                     |
| 4 giugno  | New England Championships 1934 Hartford, USA Singolare - Doppio                  | Wilmer Allison 6-4 6-3 6-2                            | Gilbert Hall                            |               |                     |
| 4 giugno  | New England Championships 1934 Hartford, USA Singolare - Doppio                  |                                                       |                                         |               |                     |
| 4 giugno  | West of England Championships 1934 Bristol, Gran Bretagna Singolare - Doppio     | George Godsell 6-4 0-6 6-3 6-4                        | Brian Sturgeon                          |               |                     |
| 4 giugno  | West of England Championships 1934 Bristol, Gran Bretagna Singolare - Doppio     |                                                       |                                         |               |                     |
| 9 giugno  | New Jersey State Championships 1934 Montclair, USA Singolare - Doppio            | Sutter 8-6 6-4 6-0                                    | Gregory Mangin                          |               |                     |
| 9 giugno  | New Jersey State Championships 1934 Montclair, USA Singolare - Doppio            |                                                       |                                         |               |                     |
| 9 giugno  | Belgium National Championships 1934 Bruxelles, Belgio Singolare - Doppio         | André Lacroix 6-1 6-3 6-2                             | Pierre Geelhand de Merxem               |               |                     |
| 9 giugno  | Belgium National Championships 1934 Bruxelles, Belgio Singolare - Doppio         |                                                       |                                         |               |                     |
| 10 giugno | New England Pro Championships 1934 Boston, USA Erba Singolare - Doppio           | Ellsworth Vines Round Robin                           | Bill Tilden Bruce Barnes Keith Gledhill |               |                     |
| 10 giugno | New England Pro Championships 1934 Boston, USA Erba Singolare - Doppio           |                                                       |                                         |               |                     |
| 11 giugno | Missouri Valley Championships 1934 Saint Louis, USA Singolare - Doppio           | Harold Surface 6-4 4-6 6-4 6-1                        | William Kiley                           |               |                     |
| 11 giugno | Missouri Valley Championships 1934 Saint Louis, USA Singolare - Doppio           |                                                       |                                         |               |                     |
| 11 giugno | Torneo di Formby 1934 Formby, Gran Bretagna Singolare - Doppio                   | George Lyttleton Rogers 4-6 6-19-7                    | Marcel Bernard                          |               |                     |
| 11 giugno | Torneo di Formby 1934 Formby, Gran Bretagna Singolare - Doppio                   |                                                       |                                         |               |                     |
| 11 giugno | Kent Championships 1934 Beckenham, Gran Bretagna Singolare - Doppio              | Bunny Henry Austin 6-3 6-0                            | Jiro Yamagishi                          |               |                     |
| 11 giugno | Kent Championships 1934 Beckenham, Gran Bretagna Singolare - Doppio              |                                                       |                                         |               |                     |
| 11 giugno | Southern Championships 1934 Atlanta, USA Singolare - Doppio                      | Bryan Grant 6-4 6-1 6-2                               | Reese                                   |               |                     |
| 11 giugno | Southern Championships 1934 Atlanta, USA Singolare - Doppio                      |                                                       |                                         |               |                     |
| 17 giugno | Middle States Championships 1934 Filadelfia, USA Singolare - Doppio              | Wilmer Allison                                        | John Van Ryn                            |               |                     |
| 17 giugno | Middle States Championships 1934 Filadelfia, USA Singolare - Doppio              |                                                       |                                         |               |                     |
| 18 giugno | Western Pro Championships 1934 Cleveland, USA Singolare - Doppio                 | Ellsworth Vines Round Robin                           | Bill Tilden Bruce Barnes Keith Gledhill |               |                     |
| 18 giugno | Western Pro Championships 1934 Cleveland, USA Singolare - Doppio                 |                                                       |                                         |               |                     |
| 18 giugno | California State Championships 1934 Berkeley, USA Cemento Singolare - Doppio     | Don Budge 6-4 5-7 7-5 3-6 7-5                         | Edward Chandler                         |               |                     |
| 18 giugno | California State Championships 1934 Berkeley, USA Cemento Singolare - Doppio     |                                                       |                                         |               |                     |
| 18 giugno | Delaware State Championships 1934 Wilmington, USA Singolare - Doppio             | Wilmer Allison 7-5 10-8 6-2                           | Richard Berkeley Bell                   |               |                     |
| 18 giugno | Delaware State Championships 1934 Wilmington, USA Singolare - Doppio             |                                                       |                                         |               |                     |
| 18 giugno | Memphis Club Invitational 1934 Memphis, USA Singolare - Doppio                   | Gilbert Hall 9-7 4-6 7-5 6-4                          | Arthur H. Hendrix                       |               |                     |
| 18 giugno | Memphis Club Invitational 1934 Memphis, USA Singolare - Doppio                   |                                                       |                                         |               |                     |
| 18 giugno | Queen's Club Championships 1934 Londra, Gran Bretagna Singolare - Doppio         | Sidney Wood 11-9 6-0                                  | Francis Shields                         |               |                     |
| 18 giugno | Queen's Club Championships 1934 Londra, Gran Bretagna Singolare - Doppio         |                                                       |                                         |               |                     |
| 18 giugno | Western Championships 1934 Chicago, USA Singolare - Doppio                       | Bryan Grant 6-1 6-3 6-3                               | John McDiarmid                          |               |                     |
| 18 giugno | Western Championships 1934 Chicago, USA Singolare - Doppio                       |                                                       |                                         |               |                     |
| 23 giugno | Eastern Clay Court Championships 1934 Jackson Heights, USA Singolare - Doppio    | Gilbert Hall 6-3 3-6 6-3 6-2                          | Sutter                                  |               |                     |
| 23 giugno | Eastern Clay Court Championships 1934 Jackson Heights, USA Singolare - Doppio    |                                                       |                                         |               |                     |
| 24 giugno | Great Lakes Pro Championships 1934 Detroit, USA Singolare - Doppio               | Bill Tilden 0-6 6-8 6-4 6-4 ritiro                    | Karel Koželuh                           |               |                     |
| 24 giugno | Great Lakes Pro Championships 1934 Detroit, USA Singolare - Doppio               | Ellsworth Vines Keith Glendhill 6-1 6-1 6-3           | Bill Tilden Bruce Barnes                |               |                     |
| 25 giugno | Tri-State Championships 1934 Cincinnati, USA Singolare - Doppio                  | Henry J. Prusoff 6-3 6-2 4-6 6-4                      | Arthur H. Hendrix                       |               |                     |
| 25 giugno | Tri-State Championships 1934 Cincinnati, USA Singolare - Doppio                  |                                                       |                                         |               |                     |
| 30 giugno | Nassau Bowl 1934 Glen Cove, USA Singolare - Doppio                               | Richard Berkeley Bell 4-6 3-6 6-4 6-3 6-0             | Gregory Mangin                          |               |                     |
| 30 giugno | Nassau Bowl 1934 Glen Cove, USA Singolare - Doppio                               |                                                       |                                         |               |                     |
| 30 giugno | North Central Pro Championships 1934 Milwaukee, USA Singolare - Doppio           | Karel Koželuh Round Robin                             | Bill Tilden Bruce Barnes Keith Gledhill |               |                     |
| 30 giugno | North Central Pro Championships 1934 Milwaukee, USA Singolare - Doppio           |                                                       |                                         |               |                     |

### Luglio
| Settimana | Torneo                                                                                           | Vincitore                                       | Finalista                    | Semifinalisti | Eliminati ai quarti |
| --------- | ------------------------------------------------------------------------------------------------ | ----------------------------------------------- | ---------------------------- | ------------- | ------------------- |
| luglio    | Clayton Pro Championships 1934 (Missouri Valley Championships) St. Louis, USA Singolare - Doppio | Bill Tilden Round Robin                         | Bruce Barnes Keith Gledhill  |               |                     |
| luglio    | Clayton Pro Championships 1934 (Missouri Valley Championships) St. Louis, USA Singolare - Doppio |                                                 |                              |               |                     |
| 1º luglio | Kentucky State Championships 1934 Louisville, USA Singolare - Doppio                             | Frank Andrew Parker 7-5 6-2 6-1                 | Wilmer Hines                 |               |                     |
| 1º luglio | Kentucky State Championships 1934 Louisville, USA Singolare - Doppio                             |                                                 |                              |               |                     |
| 2 luglio  | Oregon State Championships 1934 Portland, USA Singolare - Doppio                                 | John Murio 6-0 8-6 4-6 3-6 6-2                  | Harman                       |               |                     |
| 2 luglio  | Oregon State Championships 1934 Portland, USA Singolare - Doppio                                 |                                                 |                              |               |                     |
| 7 luglio  | Torneo di Wimbledon 1934 Londra, Gran Bretagna Singolare - Doppio                                | Fred Perry 6-3 6-0 7-5                          | Jack Crawford                |               |                     |
| 7 luglio  | Torneo di Wimbledon 1934 Londra, Gran Bretagna Singolare - Doppio                                | George Lott Lester Stoefen 6-2, 6-3, 6-4        | Jean Borotra Jacques Brugnon |               |                     |
| 8 luglio  | U.S. Men's Clay Court Championships 1934 Chicago, USA Singolare - Doppio                         | Bryan Grant 6-2 8-6 6-3                         | Don Budge                    |               |                     |
| 8 luglio  | U.S. Men's Clay Court Championships 1934 Chicago, USA Singolare - Doppio                         | Donald Budge Gene Mako                          |                              |               |                     |
| 9 luglio  | Washington State Championships 1934 Seattle, USA Singolare - Doppio                              | John Murio 7-5 6-4 6-4                          | Oswald                       |               |                     |
| 9 luglio  | Washington State Championships 1934 Seattle, USA Singolare - Doppio                              |                                                 |                              |               |                     |
| 9 luglio  | Rhode Island State Championships 1934 Providence, USA Singolare - Doppio                         | Martin Buxby 6-0 6-3 6-1                        | D Morrison                   |               |                     |
| 9 luglio  | Rhode Island State Championships 1934 Providence, USA Singolare - Doppio                         |                                                 |                              |               |                     |
| 9 luglio  | Indiana State Championships 1934 New Albany, USA Singolare - Doppio                              | Gene Mako 6-1 6-1                               | Harold Surface               |               |                     |
| 9 luglio  | Indiana State Championships 1934 New Albany, USA Singolare - Doppio                              |                                                 |                              |               |                     |
| 9 luglio  | Lake Mohank Invitational 1934 Lake Mohank, USA Singolare - Doppio                                | Arthur Fowler 6-8 6-3 6-1 6-4                   | Percy Lloyd Kynaston         |               |                     |
| 9 luglio  | Lake Mohank Invitational 1934 Lake Mohank, USA Singolare - Doppio                                |                                                 |                              |               |                     |
| 9 luglio  | East of England Championships 1934 Felixstowe, Gran Bretagna Singolare - Doppio                  | Jiro Yamagishi 6-4 6-0                          | Charles Aeschliman           |               |                     |
| 9 luglio  | East of England Championships 1934 Felixstowe, Gran Bretagna Singolare - Doppio                  |                                                 |                              |               |                     |
| 9 luglio  | Midland Counties Championships 1934 Edgbaston, Gran Bretagna Singolare - Doppio                  | Keats Lester 4-6 6-3 6-3                        | Antoine Gentien              |               |                     |
| 9 luglio  | Midland Counties Championships 1934 Edgbaston, Gran Bretagna Singolare - Doppio                  |                                                 |                              |               |                     |
| 9 luglio  | Irish Championships 1934 Dublino, Irlanda Singolare - Doppio                                     | Cam Malfroy 6-2 6-3 1-6 1-6 6-1                 | George Lyttleton Rogers      |               |                     |
| 9 luglio  | Irish Championships 1934 Dublino, Irlanda Singolare - Doppio                                     |                                                 |                              |               |                     |
| 9 luglio  | Ohio State Championships 1934 Cleveland, USA Singolare - Doppio                                  | Henry J. Prusoff 6-4 5-7 7-5 6-4                | Arthur H. Hendrix            |               |                     |
| 9 luglio  | Ohio State Championships 1934 Cleveland, USA Singolare - Doppio                                  |                                                 |                              |               |                     |
| 10 luglio | Spring Lake Invitation 1934 Spring Lake, USA Singolare - Doppio                                  | Frank Andrew Parker 11-9 6-1 2-6 6-2            | Sutter                       |               |                     |
| 10 luglio | Spring Lake Invitation 1934 Spring Lake, USA Singolare - Doppio                                  |                                                 |                              |               |                     |
| 11 luglio | Maryland State Championships 1934 Baltimora, USA Singolare - Doppio                              | Richard Berkeley Bell 6-2 6-4 7-5               | Jacobs                       |               |                     |
| 11 luglio | Maryland State Championships 1934 Baltimora, USA Singolare - Doppio                              |                                                 |                              |               |                     |
| 14 luglio | Ontario Championships 1934 Ottawa, Canada Singolare - Doppio                                     | Marcel Rainville 6-1 7-5 6-3                    | Gilbert Nunns                |               |                     |
| 14 luglio | Ontario Championships 1934 Ottawa, Canada Singolare - Doppio                                     |                                                 |                              |               |                     |
| 16 luglio | Metropolitan Clay Court Championships 1934 University Heights, USA Singolare - Doppio            | Hartman 2-6 7-5 2-6 6-1 6-2                     | John Law                     |               |                     |
| 16 luglio | Metropolitan Clay Court Championships 1934 University Heights, USA Singolare - Doppio            |                                                 |                              |               |                     |
| 16 luglio | Michigan State Championships 1934 Saginaw, USA Singolare - Doppio                                | Clifford Sutter 4-6 6-2 0-6 6-3 6-1             | Carl Fischer                 |               |                     |
| 16 luglio | Michigan State Championships 1934 Saginaw, USA Singolare - Doppio                                |                                                 |                              |               |                     |
| 16 luglio | Dutch International Championships 1934 Noordwijk, Paesi Bassi Singolare - Doppio                 | Giorgio De Stefani 6-3 6-1 6-4                  | Herman von Artens            |               |                     |
| 16 luglio | Dutch International Championships 1934 Noordwijk, Paesi Bassi Singolare - Doppio                 |                                                 |                              |               |                     |
| 16 luglio | Welsh Championships 1934 Newport, Gran Bretagna Singolare - Doppio                               | Daniel Prenn 6-2 6-2 6-4                        | Charles Hare                 |               |                     |
| 16 luglio | Welsh Championships 1934 Newport, Gran Bretagna Singolare - Doppio                               |                                                 |                              |               |                     |
| 16 luglio | Northern Championships 1934 Manchester, Gran Bretagna Singolare - Doppio                         | George Lyttleton Rogers 6-4 4-6 6-4             | Cam Malfroy                  |               |                     |
| 16 luglio | Northern Championships 1934 Manchester, Gran Bretagna Singolare - Doppio                         |                                                 |                              |               |                     |
| 16 luglio | Crescent-Hamilton Championships 1934 Huntington, USA Singolare - Doppio                          | Gregory Mangin 6-2 6-4 8-6                      | Richard Berkeley Bell        |               |                     |
| 16 luglio | Crescent-Hamilton Championships 1934 Huntington, USA Singolare - Doppio                          |                                                 |                              |               |                     |
| 16 luglio | Torneo di Frinton-on-Sea 1934 Frinton-on-Sea, Gran Bretagna Singolare - Doppio                   | Alan Stedman 6-1 6-4                            | Henry Culley                 |               |                     |
| 16 luglio | Torneo di Frinton-on-Sea 1934 Frinton-on-Sea, Gran Bretagna Singolare - Doppio                   |                                                 |                              |               |                     |
| 17 luglio | Michigan State Championships 1934 Kingsford, USA Singolare - Doppio                              | Harold Surface 8-6 6-2 6-4                      | Milton Ruehl                 |               |                     |
| 17 luglio | Michigan State Championships 1934 Kingsford, USA Singolare - Doppio                              |                                                 |                              |               |                     |
| 23 luglio | Torneo di La Jolla 1934 La Jolla, USA Singolare - Doppio                                         | Charles Otis 6-3 6-3 2-6 6-4                    | Dolf Muehleisen              |               |                     |
| 23 luglio | Torneo di La Jolla 1934 La Jolla, USA Singolare - Doppio                                         |                                                 |                              |               |                     |
| 23 luglio | West Virginia State Championships 1934 White Sulphur Springs, USA Singolare - Doppio             | Hess 4-6 6-2 6-2 7-5                            | Paul C. Kunkel               |               |                     |
| 23 luglio | West Virginia State Championships 1934 White Sulphur Springs, USA Singolare - Doppio             |                                                 |                              |               |                     |
| 23 luglio | Seabright Invitational 1934 Seabright, USA Singolare - Doppio                                    | Richard Berkeley Bell 5-7 6-1 6-3 2-6 6-4       | Bryan Grant                  |               |                     |
| 23 luglio | Seabright Invitational 1934 Seabright, USA Singolare - Doppio                                    |                                                 |                              |               |                     |
| 25 luglio | Torneo di Sheffield & Hallamshire 1934 Sheffield & Hallamshire, Gran Bretagna Singolare - Doppio | Ryuki Miki 5-7 7-5 6-2                          | Cam Malfroy                  |               |                     |
| 25 luglio | Torneo di Sheffield & Hallamshire 1934 Sheffield & Hallamshire, Gran Bretagna Singolare - Doppio |                                                 |                              |               |                     |
| 28 luglio | Canadian Championships 1934 Toronto, Canada Singolare - Doppio                                   | Marcel Rainville 6-3 7-5 6-0                    | Harold Surface               |               |                     |
| 28 luglio | Canadian Championships 1934 Toronto, Canada Singolare - Doppio                                   | Phil Castlen Harold Surface 9-11, 6-4, 6-4, 6-2 | Don Leahong Harry Dayes      |               |                     |
| 30 luglio | Southampton Invitation 1934 Southampton, USA Singolare - Doppio                                  | Frank Andrew Parker 6-3 9-7 6-0                 | Bryan Grant                  |               |                     |
| 30 luglio | Southampton Invitation 1934 Southampton, USA Singolare - Doppio                                  |                                                 |                              |               |                     |
| 31 luglio | Le Touquet First Meeting 1934 Le Touquet, Francia Singolare - Doppio                             | André Martin Legeay 1-6 6-3 7-5 6-1             | Christian Boussus            |               |                     |
| 31 luglio | Le Touquet First Meeting 1934 Le Touquet, Francia Singolare - Doppio                             |                                                 |                              |               |                     |

### Agosto
| Settimana | Torneo                                                                                             | Vincitore                            | Finalista                   | Semifinalisti | Eliminati ai quarti |
| --------- | -------------------------------------------------------------------------------------------------- | ------------------------------------ | --------------------------- | ------------- | ------------------- |
| agosto    | Torneo di Zurigo 1934 Zurigo, Svizzera Singolare - Doppio                                          | Christian Boussus 6-8 9-7 6-4        | Roderick Menzel             |               |                     |
| agosto    | Torneo di Zurigo 1934 Zurigo, Svizzera Singolare - Doppio                                          |                                      |                             |               |                     |
| agosto    | Poertschach International Championships 1934 Pörtschach am Wörther See, Austria Singolare - Doppio | Don Turnbull 11-9 6-3 6-2            | Georg von Metaxa            |               |                     |
| agosto    | Poertschach International Championships 1934 Pörtschach am Wörther See, Austria Singolare - Doppio |                                      |                             |               |                     |
| 6 agosto  | Hampshire Championships 1934 Bournemouth, Gran Bretagna Singolare - Doppio                         | Vivian McGrath 6-4 5-7 6-3           | Cam Malfroy                 |               |                     |
| 6 agosto  | Hampshire Championships 1934 Bournemouth, Gran Bretagna Singolare - Doppio                         |                                      |                             |               |                     |
| 6 agosto  | Suffolk Championships 1934 Saxmundham, Gran Bretagna Singolare - Doppio                            | Jimmy Reddall 6-4 5-7 6-2            | Cecil Betts                 |               |                     |
| 6 agosto  | Suffolk Championships 1934 Saxmundham, Gran Bretagna Singolare - Doppio                            |                                      |                             |               |                     |
| 6 agosto  | Charlevoix Riviera Tournament 1934 Charlevoix, USA Singolare - Doppio                              | Harold Surface 6-8 9-7 2-6 7-5 6-2   | Kamrath                     |               |                     |
| 6 agosto  | Charlevoix Riviera Tournament 1934 Charlevoix, USA Singolare - Doppio                              |                                      |                             |               |                     |
| 6 agosto  | Longwood Bowl 1934 Brookline, USA Singolare - Doppio                                               | Wilmer Allison 4-6 6-1 6-2 6-3       | Richard Berkeley Bell       |               |                     |
| 6 agosto  | Longwood Bowl 1934 Brookline, USA Singolare - Doppio                                               |                                      |                             |               |                     |
| 10 agosto | Ottawa International Championships 1934 Ottawa, Canada Singolare - Doppio                          | Frank Andrew Parker 6-1 2-6 6-4      | Sutter                      |               |                     |
| 10 agosto | Ottawa International Championships 1934 Ottawa, Canada Singolare - Doppio                          |                                      |                             |               |                     |
| 11 agosto | Susquehanna Valley Championships 1934 Williamsport, USA Singolare - Doppio                         | Frederic Mercur 6-1 6-0 7-5          | Spangler                    |               |                     |
| 11 agosto | Susquehanna Valley Championships 1934 Williamsport, USA Singolare - Doppio                         |                                      |                             |               |                     |
| 11 agosto | Castle Point Trophy 1934 New York, USA Singolare - Doppio                                          | Percy Lloyd Kynaston 4-6 6-3 6-2 6-3 | Herbert Hanschka            |               |                     |
| 11 agosto | Castle Point Trophy 1934 New York, USA Singolare - Doppio                                          |                                      |                             |               |                     |
| 12 agosto | German Championships 1934 Amburgo, Germania Singolare - Doppio                                     | Gottfried von Cramm 6-2 6-1 6-4      | Teddy Burwell               |               |                     |
| 12 agosto | German Championships 1934 Amburgo, Germania Singolare - Doppio                                     |                                      |                             |               |                     |
| 13 agosto | St Moritz Palace Hotel 1934 Sankt Moritz, Svizzera Singolare - Doppio                              | Pat Hughes 4-6 1-6 6-3 6-1 6-1       | Max Ellmer                  |               |                     |
| 13 agosto | St Moritz Palace Hotel 1934 Sankt Moritz, Svizzera Singolare - Doppio                              |                                      |                             |               |                     |
| 13 agosto | Dorset County Championships 1934 Parkstone, Gran Bretagna Singolare - Doppio                       | Vivian McGrath 6-3 7-5               | Cam Malfroy                 |               |                     |
| 13 agosto | Dorset County Championships 1934 Parkstone, Gran Bretagna Singolare - Doppio                       |                                      |                             |               |                     |
| 13 agosto | Newport Casino Trophy 1934 Newport, USA Singolare - Doppio                                         | Wilmer Allison 6-1 6-4 4-6 7-5       | Frank Andrew Parker         |               |                     |
| 13 agosto | Newport Casino Trophy 1934 Newport, USA Singolare - Doppio                                         |                                      |                             |               |                     |
| 13 agosto | Ohio Valley Championships 1934 Cincinnati, USA Singolare - Doppio                                  | Bobby Riggs 6-3 2-6 6-4 6-2          | Archie McCallum             |               |                     |
| 13 agosto | Ohio Valley Championships 1934 Cincinnati, USA Singolare - Doppio                                  |                                      |                             |               |                     |
| 13 agosto | Derbyshire Championships 1934 Buxton, Gran Bretagna Singolare - Doppio                             | Douglas Freshwater 8-6 3-6 6-3       | Clarence Medlycott Jones    |               |                     |
| 13 agosto | Derbyshire Championships 1934 Buxton, Gran Bretagna Singolare - Doppio                             |                                      |                             |               |                     |
| 20 agosto | Minnesota State Championships 1934 Saint Paul, USA Singolare - Doppio                              | John Hennessey 6-2 6-3 6-1           | Scott Rexinger              |               |                     |
| 20 agosto | Minnesota State Championships 1934 Saint Paul, USA Singolare - Doppio                              |                                      |                             |               |                     |
| 20 agosto | North of England Championships 1934 Scarborough, Gran Bretagna Singolare - Doppio                  | Harry Hopman 6-4 6-2 6-4             | Alan Stedman                |               |                     |
| 20 agosto | North of England Championships 1934 Scarborough, Gran Bretagna Singolare - Doppio                  |                                      |                             |               |                     |
| 20 agosto | West Sussex Championships 1934 Bognor Regis, Gran Bretagna Singolare - Doppio                      | Cam Malfroy 7-5 5-7 7-5              | Clarence Medlycott Jones    |               |                     |
| 20 agosto | West Sussex Championships 1934 Bognor Regis, Gran Bretagna Singolare - Doppio                      |                                      |                             |               |                     |
| 25 agosto | Eastern Grass Court Championships 1934 Rye, USA Singolare - Doppio                                 | Frank Andrew Parker 3-6 7-5 6-2 8-6  | George Lott                 |               |                     |
| 25 agosto | Eastern Grass Court Championships 1934 Rye, USA Singolare - Doppio                                 |                                      |                             |               |                     |
| 26 agosto | U.S. Pro Tennis Championships 1934 Chicago, USA Terra rossa Singolare - Doppio                     | Hans Nüsslein 6-4, 6-2, 1-6, 7-5     | Karel Koželuh               |               |                     |
| 26 agosto | U.S. Pro Tennis Championships 1934 Chicago, USA Terra rossa Singolare - Doppio                     | Bruce Barnes Emmet Pare              | Paul Heston Ellsworth Vines |               |                     |
| 26 agosto | Yugoslavian International Championships 1934 Zagabria, Jugoslavia Singolare - Doppio               | Franjo Punčec 6-3 6-0 6-3            | Josip Pallada               |               |                     |
| 26 agosto | Yugoslavian International Championships 1934 Zagabria, Jugoslavia Singolare - Doppio               |                                      |                             |               |                     |
| 27 agosto | Dutchess County Championship 1934 Milbrook, USA Singolare - Doppio                                 | Gardnar Mulloy 7-5 6-4 6-3           | Robert Husted               |               |                     |
| 27 agosto | Dutchess County Championship 1934 Milbrook, USA Singolare - Doppio                                 |                                      |                             |               |                     |
| 27 agosto | Torneo di Hastings 1934 Hastings, Gran Bretagna Singolare - Doppio                                 | Douglas Freshwater 10-8 4-6 6-2      | Colin N.O. Ritchie          |               |                     |
| 27 agosto | Torneo di Hastings 1934 Hastings, Gran Bretagna Singolare - Doppio                                 |                                      |                             |               |                     |
| 27 agosto | Eagles Mere Championships 1934 Eagles Mere, USA Singolare - Doppio                                 | Frederic Mercur 6-0 6-0 6-4          | Ross                        |               |                     |
| 27 agosto | Eagles Mere Championships 1934 Eagles Mere, USA Singolare - Doppio                                 |                                      |                             |               |                     |

### Settembre
| Settimana    | Torneo                                                                                     | Vincitore                                     | Finalista                               | Semifinalisti | Eliminati ai quarti |
| ------------ | ------------------------------------------------------------------------------------------ | --------------------------------------------- | --------------------------------------- | ------------- | ------------------- |
| settembre    | German Pro Championships 1934 Berlino, Germania Singolare - Doppio                         | Hans Nüsslein                                 | Robert Ramillon                         |               |                     |
| settembre    | German Pro Championships 1934 Berlino, Germania Singolare - Doppio                         |                                               |                                         |               |                     |
| settembre    | Torneo di Strasburgo 1934 Strasburgo, Francia Singolare - Doppio                           | Christian Boussus                             | Vojtech Vodicka                         |               |                     |
| settembre    | Torneo di Strasburgo 1934 Strasburgo, Francia Singolare - Doppio                           |                                               |                                         |               |                     |
| settembre    | Torneo di Como 1934 Como, Italia Singolare - Doppio                                        | Henner Henkel 4-6 6-1 6-1 5-7 6-3             | Cam Malfroy                             |               |                     |
| settembre    | Torneo di Como 1934 Como, Italia Singolare - Doppio                                        |                                               |                                         |               |                     |
| settembre    | British Pro Championships 1934 Eastbourne, Gran Bretagna Singolare - Doppio                | Dan Maskell                                   |                                         |               |                     |
| settembre    | British Pro Championships 1934 Eastbourne, Gran Bretagna Singolare - Doppio                |                                               |                                         |               |                     |
| 2 settembre  | Swiss International Championships 1934 Lucerna, Svizzera Singolare - Doppio                | Gottfried von Cramm 6-2 6-0 6-4               | Adam Baworowski                         |               |                     |
| 2 settembre  | Swiss International Championships 1934 Lucerna, Svizzera Singolare - Doppio                |                                               |                                         |               |                     |
| 3 settembre  | Torneo di Venezia 1934 Venezia, Italia Singolare - Doppio                                  | Gottfried von Cramm 6-2 6-2 6-3               | Giovanni Palmieri                       |               |                     |
| 3 settembre  | Torneo di Venezia 1934 Venezia, Italia Singolare - Doppio                                  |                                               |                                         |               |                     |
| 3 settembre  | Cinque Ports Championships 1934 Folkestone, Gran Bretagna Singolare - Doppio               | Colin N.O. Ritchie 7-5 6-1                    | J. Desmond Morris                       |               |                     |
| 3 settembre  | Cinque Ports Championships 1934 Folkestone, Gran Bretagna Singolare - Doppio               |                                               |                                         |               |                     |
| 8 settembre  | Hungarian International Championships 1934 Budapest, Ungheria Singolare - Doppio           | Ladislav Hecht 6-2 6-4 6-3                    | Ignacy Tloczynski                       |               |                     |
| 8 settembre  | Hungarian International Championships 1934 Budapest, Ungheria Singolare - Doppio           |                                               |                                         |               |                     |
| 9 settembre  | Pennsylvania State Clay Court Championships 1934 Allentown, USA Singolare - Doppio         | Gilbert Hall 6-2 6-4 6-0                      | Frederic Mercur                         |               |                     |
| 9 settembre  | Pennsylvania State Clay Court Championships 1934 Allentown, USA Singolare - Doppio         |                                               |                                         |               |                     |
| 10 settembre | South of England Championships 1934 Eastbourne, Gran Bretagna Singolare - Doppio           | Nigel Sharpe 6-3 6-3                          | Eskel Dundas Andrews                    |               |                     |
| 10 settembre | South of England Championships 1934 Eastbourne, Gran Bretagna Singolare - Doppio           |                                               |                                         |               |                     |
| 10 settembre | Torneo di Capri 1934 Capri, Italia Singolare - Doppio                                      | Christian Boussus 2-6 6-8 7-5 6-3 6-0         | Gottfried von Cramm                     |               |                     |
| 10 settembre | Torneo di Capri 1934 Capri, Italia Singolare - Doppio                                      |                                               |                                         |               |                     |
| 10 settembre | Allegheny Invitational 1934 Allegheny, USA Singolare - Doppio                              | Richard Berkeley Bell 6-3 6-4 5-7 7-5         | R. Bryan                                |               |                     |
| 10 settembre | Allegheny Invitational 1934 Allegheny, USA Singolare - Doppio                              |                                               |                                         |               |                     |
| 12 settembre | U.S. National Championships 1934 New York, USA Singolare - Doppio                          | Fred Perry 6-4 6-3 1-6 8-6                    | Wilmer Allison                          |               |                     |
| 12 settembre | U.S. National Championships 1934 New York, USA Singolare - Doppio                          | George Lott Lester Stoefen 6-4, 9-7, 3-6, 6-4 | Wilmer Allison John Van Ryn             |               |                     |
| 14 settembre | Pacific Southwest Championships 1934 Los Angeles, USA Singolare - Doppio                   | Fred Perry 10-8 6-4 6-3                       | Lester Stoefen                          |               |                     |
| 14 settembre | Pacific Southwest Championships 1934 Los Angeles, USA Singolare - Doppio                   |                                               |                                         |               |                     |
| 16 settembre | Lyon Pro Championships 1934 Lione, Francia Singolare - Doppio                              | Bill Tilden 3 set a 2                         | Henri Cochet                            |               |                     |
| 16 settembre | Lyon Pro Championships 1934 Lione, Francia Singolare - Doppio                              |                                               |                                         |               |                     |
| 17 settembre | Cumberland Club Hard Court Championships 1934 Cumberland, Gran Bretagna Singolare - Doppio | Bunny Henry Austin 6-2 6-1                    | Man-Mohan Bhandari                      |               |                     |
| 17 settembre | Cumberland Club Hard Court Championships 1934 Cumberland, Gran Bretagna Singolare - Doppio |                                               |                                         |               |                     |
| 23 settembre | French Pro Championships 1934 Parigi, Francia Terra rossa Singolare - Doppio               | Bill Tilden 6–2, 6–4, 7–5                     | Martin Plaa                             |               |                     |
| 23 settembre | French Pro Championships 1934 Parigi, Francia Terra rossa Singolare - Doppio               |                                               |                                         |               |                     |
| 24 settembre | Paris International Championships 1934 Parigi, Francia Singolare - Doppio                  | Christian Boussus 6-4 6-3 6-0                 | André Martin Legeay                     |               |                     |
| 24 settembre | Paris International Championships 1934 Parigi, Francia Singolare - Doppio                  |                                               |                                         |               |                     |
| 29 settembre | Pacific Coast Championships 1934 Berkeley, USA Singolare - Doppio                          | Fred Perry 3-6 6-4 7-5 1-6 7-5                | Don Budge                               |               |                     |
| 29 settembre | Pacific Coast Championships 1934 Berkeley, USA Singolare - Doppio                          | Don Budge Gene Mako 6-3 8-6 3-6 6-1           | Gerald Stratford Phil Neer              |               |                     |
| 29 settembre | Southport Pro Championships 1934 Southport, Gran Bretagna Erba Singolare - Doppio          | Bill Tilden Round Robin                       | Martin Plaa Keith Glendhill Dan Maskell |               |                     |
| 29 settembre | Southport Pro Championships 1934 Southport, Gran Bretagna Erba Singolare - Doppio          |                                               |                                         |               |                     |

### Ottobre
| Settimana  | Torneo                                                                             | Vincitore                                  | Finalista             | Semifinalisti | Eliminati ai quarti |
| ---------- | ---------------------------------------------------------------------------------- | ------------------------------------------ | --------------------- | ------------- | ------------------- |
| ottobre    | Queensland Championships 1934 Brisbane, Australia Singolare - Doppio               | Jack Crawford 6-2 6-4 4-6 4-6 9-7          | Adrian Quist          |               |                     |
| ottobre    | Queensland Championships 1934 Brisbane, Australia Singolare - Doppio               |                                            |                       |               |                     |
| 1º ottobre | Hot Springs Fall Championships 1934 Hot Springs, USA Singolare - Doppio            | MacPherson 3-6 6-1 1-6 8-6 6-3             | W. Martin             |               |                     |
| 1º ottobre | Hot Springs Fall Championships 1934 Hot Springs, USA Singolare - Doppio            |                                            |                       |               |                     |
| 8 ottobre  | Greenbrier Autumn Championships 1934 White Sulphur Springs, USA Singolare - Doppio | George Lott 6-3 6-4 2-6 6-3                | Richard Berkeley Bell |               |                     |
| 8 ottobre  | Greenbrier Autumn Championships 1934 White Sulphur Springs, USA Singolare - Doppio |                                            |                       |               |                     |
| 14 ottobre | Mexican International Championships 1934 Monterrey, Messico Singolare - Doppio     | Martin Buxby 3-6 6-0 6-2 7-5               | Sterling Williams     |               |                     |
| 14 ottobre | Mexican International Championships 1934 Monterrey, Messico Singolare - Doppio     |                                            |                       |               |                     |
| 23 ottobre | British Covered Court Championships 1934 Londra, Gran Bretagna Singolare - Doppio  | Bunny Henry Austin 6–2, 4–6, 6–0, 6–8, 6–2 | Jean Borotra          |               |                     |
| 23 ottobre | British Covered Court Championships 1934 Londra, Gran Bretagna Singolare - Doppio  |                                            |                       |               |                     |
| 27 ottobre | Dulwich Covered Court Championships 1934 Dulwich, Gran Bretagna Singolare - Doppio | Daniel Prenn 6-2 9-7                       | D.N. Jones            |               |                     |
| 27 ottobre | Dulwich Covered Court Championships 1934 Dulwich, Gran Bretagna Singolare - Doppio |                                            |                       |               |                     |

### Novembre
| Settimana   | Torneo                                                                                               | Vincitore                                 | Finalista                                                       | Semifinalisti | Eliminati ai quarti |
| ----------- | --- | ----------------------------------------- | --------------------------------------------------------------- | ------------- | ------------------- |
| 3 novembre  | Argentina International Championships 1934 Buenos Aires, Argentina Singolare - Doppio                | Guillermo Robson 6-1 6-1 4-6 3-6 6-4      | Lucilo del Castillo                                             |               |                     |
| 3 novembre  | Argentina International Championships 1934 Buenos Aires, Argentina Singolare - Doppio                |                                           |                                                                 |               |                     |
| 10 novembre | Tennis Club de Paris Tournament 1934 Parigi, Francia Singolare - Doppio                              | Marcel Bernard 6-1 6-4 6-1                | André Merlin                                                    |               |                     |
| 10 novembre | Tennis Club de Paris Tournament 1934 Parigi, Francia Singolare - Doppio                              |                                           |                                                                 |               |                     |
| 17 novembre | Ambassador Invitation 1934 Los Angeles, USA Singolare - Doppio                                       | Gene Mako 6-1 3-6 6-3                     | Morey Lewis                                                     |               |                     |
| 17 novembre | Ambassador Invitation 1934 Los Angeles, USA Singolare - Doppio                                       |                                           |                                                                 |               |                     |
| 24 novembre | Wembley Championship 1934 (Wembley Pro - Empire Pool) Londra, Gran Bretagna Parquet indoor Singolare | Ellsworth Vines Round Robin               | Hans Nüsslein Bill Tilden Bruce Barnes Martin Plaa Dan Maskell  |               |                     |
| 26 novembre | Swiss Covered Court Championships 1934 Zurigo, Svizzera Singolare - Doppio                           | Paul Féret 8-6 6-4                        | Giorgio De Stefani                                              |               |                     |
| 26 novembre | Swiss Covered Court Championships 1934 Zurigo, Svizzera Singolare - Doppio                           |                                           |                                                                 |               |                     |
| 30 novembre | Paris Pro Indoor Championships 1934 Parigi, Francia Parquet indoor Singolare - Doppio                | Ellsworth Vines Round Robin               | Hans Nüsslein Bill Tilden Bruce Barnes Martin Plaa Albert Burke |               |                     |
| 30 novembre | Paris Pro Indoor Championships 1934 Parigi, Francia Parquet indoor Singolare - Doppio                | Ellsworth Vines Hans Nüsslein Round Robin | Bill Tilden Bruce Barnes                                        |               |                     |

### Dicembre
| Settimana   | Torneo                                                                            | Vincitore                             | Finalista     | Semifinalisti             | Eliminati ai quarti                                |
| ----------- | --------------------------------------------------------------------------------- | ------------------------------------- | ------------- | ------------------------- | -------------------------------------------------- |
| 1º dicembre | New South Wales Championships 1934 Sydney, Australia Singolare - Doppio           | Jack Crawford 7-5, 2-6, 6-3, 1-6, 7-5 | Fred Perry    | Adrian Quist Harry Hopman | Bob Kirby Roderick Menzel Gar Moon Duncan Thompson |
| 1º dicembre | New South Wales Championships 1934 Sydney, Australia Singolare - Doppio           |                                       |               | Adrian Quist Harry Hopman | Bob Kirby Roderick Menzel Gar Moon Duncan Thompson |
| 10 dicembre | Victorian Championships 1934 Melbourne, Australia Singolare - Doppio              | Jack Crawford 6-2 8-6 6-3             | Adrian Quist  |                           |                                                    |
| 10 dicembre | Victorian Championships 1934 Melbourne, Australia Singolare - Doppio              |                                       |               |                           |                                                    |
| 26 dicembre | Southern California Indoor Championships 1934 Los Angeles, USA Singolare - Doppio | Francis Shields 6-2 6-3               | Don Budge     |                           |                                                    |
| 26 dicembre | Southern California Indoor Championships 1934 Los Angeles, USA Singolare - Doppio |                                       |               |                           |                                                    |
| 30 dicembre | Coupe de Noel 1934 Parigi, Francia Singolare - Doppio                             | Jean Borotra 8-6 6-4 5-7 6-4          | Jean Le Sueur |                           |                                                    |
| 30 dicembre | Coupe de Noel 1934 Parigi, Francia Singolare - Doppio                             |                                       |               |                           |                                                    |

## Senza data
| Settimana | Torneo                                                  | Vincitore     | Finalista                 | Semifinalisti | Eliminati ai quarti |
| --------- | ------------------------------------------------------- | ------------- | ------------------------- | ------------- | ------------------- |
|           | Florida Pro Championships 1934 , USA Singolare - Doppio | Hans Nüsslein | non conosciuta (bandiera) |               |                     |
|           | Florida Pro Championships 1934 , USA Singolare - Doppio |               |                           |               |                     |

## Pro tour
Nel corso dell'anno si giocarono diversi tornei che facevano parte dei pro tour: un insieme di tornei composti da pochi partecipanti: da 2, 4 o 6 giocatori in cui i migliori tennisti si sfidavano in scontri diretti in varie località. Il vincitore del tour era il tennista che aveva un vantaggio nei testa a testa con gli altri giocatori.
| Data                   | Località           | Nome del tour                              | Partecipanti                                         |
| ---------------------- | ------------------ | ------------------------------------------ | ---------------------------------------------------- |
| 10 gennaio - 17 maggio | Stati Uniti Canada | North American Tour 1934                   | Ellsworth Vines Bill Tilden                          |
| novembre               | Stati Uniti        | United States versus France Team Tour 1934 | Ellsworth Vines Bill Tilden Henri Cochet Martin Plaa |